# Дора 2001.
Дора 2001. је била девето издање хрватске националне селекције Дора која је одабрала пријаву Хрватске за Песму Евровизије 2001. Конкурс се састојао од двадесет радова који су се такмичили у једном финалу 4. марта 2001. у Студију 11 ХРТ-а у Загребу, чији су домаћини били Душко Ћурлић и Бојана Грегорић. Емисија је емитирана на ХТВ1 и радију на ХР 2 као и путем веб странице емитера.

## Пријаве
Дана 16. новембра 2000. године, ХРТ је отворио рок за пријаву у којем су уметници и композитори могли да предају своје радове емитеру до 17. децембра 2000. године. Извођачи су морали да имају потписани уговор са издавачким кућама да би учествовали на такмичењу. ХРТ је позвао и додатних седам композитора да пријаве пјесме након консултација с Хрватским друштвом складатеља (ХДС) и Хрватским глазбеним синдикатом (ХДС): Тончи Хуљић, Рајко Дујмић, Миро Буљан, Зринко Тутић, Ненад Нинчевић, Зденко Руњић и Ђорђе Новковић. Емитер је примио 170 пријава током периода за подношење. Деветочлана стручна комисија у саставу Перо Готовац, Никица Калогјера, Стјепан Михаљинец, Матија Дедић, Синиша Дороњга, Хусеин Хасанефендић, Стјепан Фучкар, Александар Костадинов и Велимир Ђуретић прегледала је пристигле радове и одабрала двадесет извођача и песама за конкурс. ХРТ је објавила конкурентске радове 15. јануара 2001. године, а међу њима су били Тереза Кесовија која је представљала Монако 1966. и Југославију 1972., Нови фосили који су представљали Југославију 1987, Путокази који су представљали Хрватску 1993. као Пут и Тони Цетински који је представљао Хрватску 1994.
Пре конкурса, песма „Не бих те могла вољети више“, аутора Енеса Твртковића, а коју је изводила Ивана Банфић, повучена је због неслагања са језиком песме која ће се изводити и замењена је извођеном „За тебе створена“. аутора Весне Писаровић. 2. фебруара 2001. Емилија Кокић, која је као чланица Риве победила на Песми Евровизије 1989. за Југославију, заменила је Минеу као коизвођача песме „Љепота“. Редослед финала одређен је жребом 30. јануара 2001.
| Извођач              | Песма                  |
| -------------------- | ---------------------- |
| Бранимир Михаљевић   | "Милениј љубави"       |
| Бранка Делић         | "Моја је љубав уморна" |
| Бруно Крајцар        | "балун"                |
| Дадо Топић           | "Што значи збогом"     |
| Емилија Кокић и Јуци | "Љепота"               |
| Јосип Каталенић      | "Поведи ме"            |
| Ксенија              | "Игра"                 |
| Маја Шупут           | "Hello"                |
| Мирјана Поспиш       | "Пјесмо моја"          |
| Нови фосили          | "Таква љубав"          |
| Перле                | "Покрај бистра извора" |
| Петар Грашо          | "Ни мрву сриће"        |
| Плава трава заборава | "Сване ли дан"         |
| Путокази             | "Вилино коло"          |
| Тереза Кесовија      | "Златни кључ судбине"  |
| Тони Цетински        | "Из дана у дан"        |
| Вана                 | "Струне љубави"        |
| Весна Писаровић      | "За тебе створена"     |
| Владимир Кочиш Зец   | "Није као прије"       |
| Зденка Ковачичек     | "Ја живим свој сан"    |

## Финале
Финале је одржано 4. марта 2001. Дванаест од двадесет такмичарских песама изведено је уз Ревијски оркестар ХРТ-а с властитим диригентима, а победника, "Струне љубави" у изведби Ване, одређена је комбинацијом гласова четири регионална жирија, стручног жирија, јавног гласања подељеног у четири телефонске регије у Хрватској и онлајн гласање. Укупно је регистровано 246.836 гласова јавности: 242.491 глас путем телефона и 3.895 гласова путем интернета. Аутори победничке песме добили су и новчану награду од 100.000 куна. Поред извођења такмичарских дела, у паузи емисије наступили су Загребачки плесни ансамбл, Бојана Грегорић и Горан Каран.
| Редослед | Песма                  | Диригент          | Бодова | Место |
| -------- | ---------------------- | ----------------- | ------ | ----- |
| 1        | "Ни мрву сриће"        | Стипица Калогјера | 72     | 3     |
| 2        | "Милениј љубави"       | Силвије Глојнарић | 44     | 6     |
| 3        | "Златни кључ судбине"  | Стипица Калогјера | 3      | 17    |
| 4        | "За тебе створена"     | Никица Калогјера  | 69     | 4     |
| 5        | "Пјесмо моја"          | Стјепан Михаљинец | 39     | 7     |
| 6        | "Балун"                | Алан Бјелински    | 2      | 18    |
| 7        | "Покрај бистра извора" | Силвије Глојнарић | 12     | 15    |
| 8        | "Вилино коло"          | Силвије Глојнарић | 37     | 8     |
| 9        | "Таква љубав"          | Никица Калогјера  | 17     | 12    |
| 10       | "Струне љубави"        | Стипица Калогјера | 100    | 1     |
| 11       | "Поведи ме"            | Алан Бјелински    | 16     | 14    |
| 12       | "Није као прије"       | Зринко Тутић      | 2      | 18    |
| 13       | "Ја живим свој сан"    | н/а               | 17     | 12    |
| 14       | "Hello"                | н/а               | 27     | 9     |
| 15       | "Што значи збогом"     | н/а               | 18     | 11    |
| 16       | "Моја је љубав уморна" | н/а               | 2      | 18    |
| 17       | "Сване ли дан"         | н/а               | 23     | 10    |
| 18       | "Игра"                 | н/а               | 5      | 16    |
| 19       | "Из дана у дан"        | н/а               | 60     | 5     |
| 20       | "Љепота"               | н/а               | 73     | 2     |

| Редослед | Песма                  | Жири | Жири | Жири | Жири | Жири | Жири | Публика | Публика | Публика | Публика | Публика | Укупно |
| Редослед | Песма                  | A    | B    | C    | D    | E    | F    | G       | H       | I       | J       | K       | Укупно |
| --- | ---------------------- | ---- | ---- | ---- | ---- | ---- | ---- | ------- | ------- | ------- | ------- | ------- | ------ |
| 1 | "Ни мрву сриће"        | 7    | 10   | 2    | 6    | 7    | 6    | 7       | 12      | 7       | 6       | 2       | 72     |
| 2 | "Милениј љубави"       | 3    | 3    |      |      | 1    |      | 10      | 7       | 10      | 7       | 3       | 44     |
| 3 | "Златни кључ судбине"  |      |      |      |      |      | 2    |         | 1       |         |         |         | 3      |
| 4 | "За тебе створена"     |      | 8    | 10   | 5    | 5    | 1    | 12      | 6       | 8       | 8       | 6       | 69     |
| 5 | "Пјесмо моја"          | 2    |      | 3    | 3    | 10   |      | 4       | 4       | 3       | 5       | 5       | 39     |
| 6 | "Балун"                |      |      |      |      |      |      |         |         | 2       |         |         | 2      |
| 7 | "Покрај бистра извора" |      |      |      |      | 2    | 4    | 1       | 5       |         |         |         | 12     |
| 8 | "Вилино коло"          | 8    |      |      | 12   |      | 12   |         |         | 1       |         | 4       | 37     |
| 9 | "Таква љубав"          |      |      | 6    |      | 4    | 7    |         |         |         |         |         | 17     |
| 10 | "Струне љубави"        | 10   | 12   | 8    | 10   | 12   | 10   | 6       | 8       | 6       | 10      | 8       | 100    |
| 11 | "Поведи ме"            |      |      |      |      |      |      | 2       |         |         | 2       | 12      | 16     |
| 12 | "Није као прије"       | 1    | 1    |      |      |      |      |         |         |         |         |         | 2      |
| 13 | "Ја живим свој сан"    | 12   |      |      | 2    |      | 3    |         |         |         |         |         | 17     |
| 14 | "Hello"                |      |      |      |      |      |      | 5       | 3       | 5       | 4       | 10      | 27     |
| 15 | "Што значи збогом"     | 5    | 6    | 1    | 1    |      | 5    |         |         |         |         |         | 18     |
| 16 | "Моја је љубав уморна" |      | 2    |      |      |      |      |         |         |         |         |         | 2      |
| 17 | "Сване ли дан"         |      | 5    | 4    | 7    | 6    |      |         |         |         | 1       |         | 23     |
| 18 | "Игра"                 |      |      | 5    |      |      |      |         |         |         |         |         | 5      |
| 19 | "Из дана у дан"        | 4    | 7    | 12   | 8    | 8    | 8    | 3       | 2       | 4       | 3       | 1       | 60     |
| 20 | "Љепота"               | 6    | 4    | 7    | 4    | 3    |      | 8       | 10      | 12      | 12      | 7       | 73     |
| Dora 2001 voting groups |                        |      |      |      |      |      |      |         |         |         |         |         |        |
| - A: Вараждин - B: Сплит - C: Ријека - D: Загреб - E: Осијек - F: Експерт жири - G: Славонија - H: Далмација - I: Истра и Приморје - J: Северозападна и Средишња Хрватска - K: Онлајн гласови |                        |      |      |      |      |      |      |         |         |         |         |         |        |

| Жири         | Чланови |
| ------------ | --- |
| Вараждин     | - Бранко Орешки - Бранка Фунда - Срећко Криштофић - Весна Сертић Гробенски - Стјепан Фортуна - Катица Грегуревић |
| Сплит        | - Анита Елач - Давор Перић - Јасминка Грубач - Давор Јашек - Драган Мијоч - Асја Скарамуца                       |
| Ријека       | - Теодора Фестини - Антонија Поцрнић - Иван Прпић - Слободан Вујовић - Марица Урсић - Дарко Бокан                |
| Загреб       | - Гордана Брус - Данијел Сентић - Татјана Чосић - Божидар Шкрљац - Мирко Новоселник - Изабела Жилић              |
| Осијек       | - Жељко Вукадиновић - Ана Матош - Доминик Ботица - Диана Биондић - Вељко Валентин Шкорвага - Катица Јакобовић    |
| Експерт жири | - Габи Новак - Мелиса Скендер - Томислав Кркач - Синиша Шкарица - Жељко Месар - Хрвоје Хегедушић                 |